# Fornicia albalata
Fornicia albalata är en stekelart som beskrevs av Ma och Chen 1994. Fornicia albalata ingår i släktet Fornicia och familjen bracksteklar. Inga underarter finns listade i Catalogue of Life.